# 金鐘獎最具人氣綜藝節目獎列表
金鐘獎最具人氣綜藝節目獎是由文化部影視及流行音樂產業局在臺灣舉辦的現行非正式競賽頒發獎項，2022年第57屆金鐘獎設立最具人氣綜藝節目獎

## 歷屆得獎暨入圍名單
|  | 獲獎者 |

### 最具人氣綜藝節目獎（第57屆～至今）
| 年度 （屆數）   | 電視作品                                                                                   |
| --------------- | ------------------------------------------------------------------------------------------ |
| 2022 （第57屆） | 《綜藝玩很大》／好看娛樂製作股份有限公司、三立電視股份有限公司、中國電視事業股份有限公司   |
| 2022 （第57屆） | 《天才衝衝衝》／金是傳媒行銷企業有限公司、中華電視公司                                     |
| 2022 （第57屆） | 《全明星運動會》／好看娛樂製作股份有限公司、三立電視股份有限公司、臺灣電視事業股份有限公司 |
| 2022 （第57屆） | 《飢餓遊戲》／全富傳播股份有限公司、中國電視事業股份有限公司                               |
| 2022 （第57屆） | 《綜藝大熱門》／好看娛樂製作股份有限公司、三立電視股份有限公司                             |
| 2023 （第58屆） | 《飢餓遊戲》／中國電視事業股份有限公司、全富傳播股份有限公司                               |
| 2023 （第58屆） | 《綜藝玩很大》／三立電視股份有限公司、中國電視事業股份有限公司、好看娛樂製作股份有限公司   |
| 2023 （第58屆） | 《嗨！營業中》／聯利媒體股份有限公司                                                       |
| 2023 （第58屆） | 《天才衝衝衝》／中華電視股份有限公司、金是傳媒行銷企業有限公司                             |
| 2023 （第58屆） | 《原子少年》／踢帕娛樂股份有限公司、野火娛樂製作有限公司                                   |
| 2024 （第59屆） | 《綜藝玩很大》／好看娛樂製作股份有限公司、三立電視股份有限公司、中國電視事業股份有限公司   |
| 2024 （第59屆） | 《飢餓遊戲》／中國電視事業股份有限公司、全富傳播股份有限公司                               |
| 2024 （第59屆） | 《天才衝衝衝》／中華電視股份有限公司、金是傳媒行銷企業有限公司                             |
| 2024 （第59屆） | 《嗨！營業中》／好看娛樂製作股份有限公司                                                   |
| 2024 （第59屆） | 《Ozone SUMMER GO夏日青春冒險》／寬寬娛樂製作有限公司                                      |
| 2025 （第60屆） |                                                                                            |
|                 |                                                                                            |
|                 |                                                                                            |
|                 |                                                                                            |
|                 |                                                                                            |

### 歷年統計
| 入圍數量 | 獲獎數量 | 節目名稱                        |
| -------- | -------- | ------------------------------- |
| 3        | 2        | 《綜藝玩很大》                  |
| 3        | 1        | 《飢餓遊戲》                    |
| 3        | 0        | 《天才衝衝衝》                  |
| 2        | 0        | 《嗨！營業中》                  |
| 1        | 0        | 《綜藝大熱門》                  |
| 1        | 0        | 《全明星運動會》                |
| 1        | 0        | 《原子少年》                    |
| 1        | 0        | 《Ozone SUMMER GO夏日青春冒險》 |

## 外部連結
- 廣播電視金鐘獎官方網站 （页面存档备份，存于）
- 歷屆電視金鐘獎得獎入圍名單 （页面存档备份，存于），文化部影視及流行音樂產業局